# Hermandad penitencial del Santísimo Cristo de la Piedad (Ciudad Real)

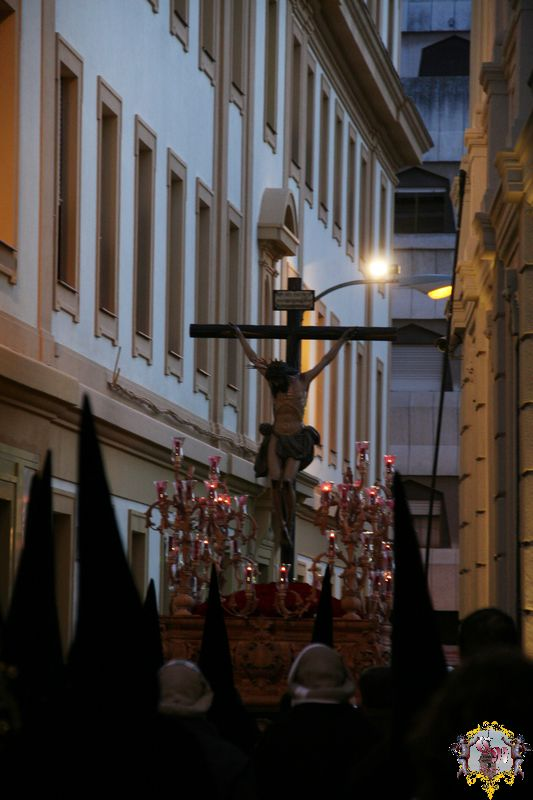
Cristo de la Piedad en el Pasaje de la Merced

La Hermandad del Stmo. Cristo de la Piedad procesiona los Viernes Santo tarde por las calles de Ciudad Real.

## Historia

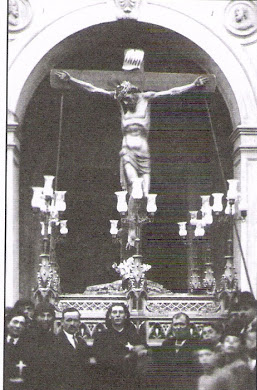
Cristo de la Piedad antes de guerra

Se fundó en 1616 teniendo como titular una imagen de Cristo Crucificado del mismo escultor del Retablo Mayor de la Iglesia Santa María la Mayor, (hoy Catedral y Santa Iglesia Prioral al instalarse el Obispado Priorato de las Cuatro Órdenes Militares), Giraldo de Merlo, que la creó para coronar el mismo, pero resultó pequeño para esa altura y la parroquia la donó a la cofradía cuya fundación fue el mismo año que se terminó el retablo.
Ya entonces se daba culto a la imagen del crucificado, con el nombre de Santísimo Cristo de la Piedad. En 1727 se redactaron nuevas constituciones en las que ya aparece la túnica de bocací negro para acompañar al Cristo en procesión. Ese mismo año, el vicario visitador general de Ciudad Real dispuso que la hermandad desfilara en duodécimo lugar en precedencias, procesiones y otras funciones eclesiásticas.
En los últimos años del siglo XIX y primeros del XX, la hermandad estaba casi extinguida. En 1904 se reorganizó tallándose por esta época unas nuevas andas al Cristo de gran mérito artístico por el artista local Joaquín García Coronado que regaló la cruz en la que descansaba el Cristo.
Con posterioridad al año 1919 se acordó poner espalda a la imagen, hasta entonces sin ella porque su destino era coronar el Altar Mayor y por consiguiente únicamente había de admirarse la parte anterior. De esta obra fueron encargados el Sr. Argüello, por aquel entonces director de la Escuela de Artes y Oficios y el escultor, tallista y pintor ciudadrealeño Angel Andrade. Ambos señores depositaron una tarjeta suya dentro de la imagen, como recuerdo. 
Tras la contienda civil, en el año 1941 volvió a desfilar esta Cofradía con un Cristo de autor anónimo, propiedad del escultor ciudadrealeño Antonio Lorenzo García Coronado (que restauró su policromía) y que en la actualidad se encuentra colocado en la parte superior del Retablo de la Catedral, por donación de la Hermandad. 
En 1946 se redactaron nuevos estatutos y ese mismo año se realizó el actual Cristo que es obra de Castillo Lastrucci. Este Cristo tiene la firma de su escultor en la espalda y dentro de uno de sus pies tiene un pergamino con la firma del escultor y los hermanos que estuvieron en el proceso de realización y gestión del Cristo. 
Las andas actuales, realizadas posteriormente a las ya citadas fueron talladas por Castillo Lastrucci. Trono de estilo barroco, dorado, con cuatro candelabros de guardabrisas en la esquina y cuatro para grandes velas o hachones, siempre ha ido bellamente adornado con claveles rojos, pero en el año 1956 en lugar de llevar sus clásicos claveles rojos llevó cardos. Cuando era llevado a hombros, hasta el 36, se necesitaban 48 costaleros, pues hacían dos relevos y se practicaba el relevo en la plaza de las Concepcionistas Franciscanas. En el año 1982 volvió a ser sacado a hombros de costaleros totalmente voluntarios, iban 24 e hicieron el recorrido total sin relevo. Se llevó a dos hombros hasta 1997. A partir de la Semana Santa de 1998, se comenzó a llevar 'a costal' con 29 costaleros. El paso se saca de rodillas de la Catedral.
A principios de siglo el Cristo de la Piedad, tumbado en el suelo de la Catedral, bajo el órgano, se le cambiaba la Cruz y posteriormente le colocaban en las andas doradas talladas por Coronado y lo trasladaban a la Merced en procesión con la Dolorosa, en silencio y alumbrado por los hermanos. A ambos lados de la Cruz pendían dos maromas. Al llegar a la Merced, después de recorrer las calles del Prado, Feria y Toledo, entraba en la Iglesia y era colocado el Cristo arriba, en el Presbiterio. Quedaba en la Parroquia hasta el Viernes Santo, día en el que era sacado en la procesión del Santo Entierro, detrás de la Enclavación.
Antes de la salida procesional, cambia una flor con la Dolorosa de la Catedral y así en el frontal de ambos "pasos" todos los años se ve una flor blanca en el Cristo y un clavel rojo en el de la Dolorosa. 
En 1918 Angel Andrade pintó el estandarte de la Hermandad. Entre 1929 y 1930 se cambió el alumbrado y se adquirieron las tres banderas (una grande y dos pequeñas) que abrían la procesión. De la Guerra Civil, se logró salvar el estandarte antes mencionado y las tres banderas. El estandarte pintado por Angel Andrade fue retirado de los desfiles penitenciales debido al mal estado en que se encontraba a causa de las inclemencias del tiempo y del paso de los años, encontrándose actualmente en el Museo Elisa Cendreros.

La Cofradía posee siete estandartes que son "Las Siete Palabras" y sin lugar a dudas son los estandartes más bellos y valiosos de la Semana Santa de Ciudad Real. Se hizo uno por año, el primero se confeccionó en 1958, el último en 1964. Son de oro y seda con joyería, sobre terciopelo negro. Los siete estandartes fueron bordados por la misma monja. En el 2000 se estrenó un nuevo estandarte que ha sido elaborado con un vestido de torear regalo del torero Víctor Puerto. También este año se bordó el escudo de la Hermandad en los faldones, en los talleres de García y Poo de Sevilla. En 2004 se restauró la imagen por el sevillano Juan Manuel Miñarro López. Se realizó un nuevo cajillo para la cruz, clavos de forja y restaurado los faldones del paso. En 2006 estrenó faroles de cruz de guía, varitas para niños y varas para los gallardetes y estandarte de las cuatro órdenes militares en metal plateado de la orfebrería de Ramón Orovio de la Torre de Torralba de Ctva. (Ciudad Real).
El 17 de septiembre de 2016 tuvo lugar una procesión extraordinaria para celebrar el IV centenario de la hermandad.
Celebra su Función Principal a las 12 horas del Domingo de Pasión, celebrándose el Triduo los días previos. El 14 de septiembre se celebra Solemne Misa de Hermandad y Besapié a la Sagrada Imagen del Cristo.

## Túnica
Es de terciopelo negro con botones y cinturón de raso blanco y cruz también blanca sobre el capillo. Calzan zapato negro y llevan cirio de cera negra.

## Procesión del Viernes Santo
Catedral (20,00 horas), Prado (20,10 horas), Camarín (20,20 horas), Pasaje de la Merced (20,35 horas), Plaza de la Merced (20,45 horas), Toledo (20,55 horas), Feria (21,15 horas), Mercado Viejo (21,25 horas), Plaza Mayor (21,30 horas), Cuchillería (21,45 horas), Lanza (21,55 horas), Cardenal Monescillo (22,15 horas), Libertad (22,30 horas), Pintor López Villaseñor (22,45 horas), Lirio, Plaza Inmaculada (23,00 horas), Norte, Plaza de Santiago (23,10 horas), Jacinto (23,30 horas), Calatrava (23,40 horas), Feria (0,25 horas), Paseo del Prado (0,35 horas), Entrada (0,50 horas).